# Karl Allmendinger
Karl Allmendinger, född 3 februari 1891 i Abtsgemünd ca 60 km öster om Stuttgart, död 2 oktober 1965 i Ellwangen ca 15 km nordost om födelseorten, var en tysk militär under andra världskriget.

## Biografi
Allmendinger påbörjade sin militära karriär 1910 och deltog i första världskriget, inledningsvis som plutonsbefäl i ett infanteriregemente, men efter att ha sårats placerades han under konvalescenstiden som bataljonsadjutant. Han kom så småningom tillbaka till fronten och tjänstgjorde i olika positioner. Efter kriget fortsatte hans militära karriär i Reichswehr.
Vid tiden för andra världskrigets utbrott hade Allmendinger en tjänst inom OKH:s högkvarter. Hösten 1939 blev han istället generalstabschef för V. Armeekorps och deltog i fälttåget i väst 1940. Efter fälttågets avslutande fick han hösten 1940 befälet över 5. Infanterie-Division som ägnade sig åt bevaknings- och ockupationsuppgifter i Frankrike. Våren 1941 förflyttades divisionen till Ostpreussen för att vara en del av den tyska invasionen av Sovjetunionen, operation Barbarossa.
Allmendinger ledde divisionen i strider på östfrontens centrala avsnitt och förlänades den 17 juli 1941 med riddarkorset. Under senhösten omorganiserades hans division till 5. leichte Infanterie-Division och han fortsatte att vara befälhavare. Ännu en omorganisation skedde i juli 1942 till 5. Jäger-Division, men han fortsatte hålla befälet. Han förlänades den 13 december 1942 med eklöven till sitt riddarkors för att ha stabiliserat fronten vid Ilmensjön.
Den 4 januari 1943 lämnade Allmendinger sin tjänst som divisionsbefälhavare. Därefter tjänstgjorde han som utbildare vid divisionsbefälsutbildningen. På sommaren återvände han till östfronten då han fick befälet över V. Armeekorps som befann sig i Kubanbrohuvudet i Kaukasus. Under våren 1944 stred han och hans kår på Krimhalvön och retirerade mot Sevastopol. Han fick den 1 maj tillfälligt befälet över hela 17. Armee på Krim, och genomförde en omfattande evakuering. Den 25 juli ersattes Allmendinger av Friedrich Schulz och kom aldrig mer tillbaka till aktiv tjänst.
Efter kriget befann han sig mellan maj 1945 och december 1947 i amerikansk krigsfångenskap.

## Befäl
- 5. Infanterie-Division oktober 1940 – januari 1943
- V. Armeekorps juli 1943 – april 1944
- 17. Armee maj 1944 – juni 1944.